# Johanna van Gogh-Bonger

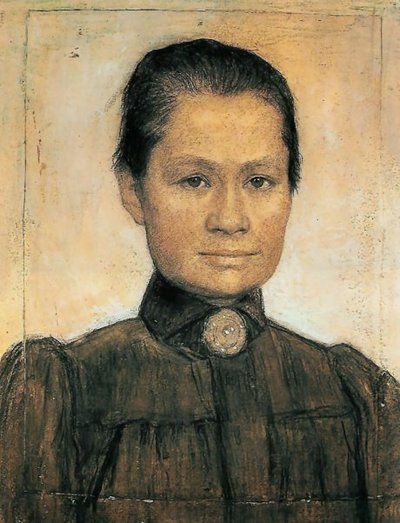
Johanna Bonger (Porträt von Johan Cohen Gosschalk, 1905)

Johanna Gezina van Gogh-Bonger (* 4. Oktober 1862 in Amsterdam; † 2. September 1925 in Laren (Noord-Holland)) war eine niederländische Kunstsammlerin und Schwägerin von Vincent van Gogh. Als Ehefrau von Theo van Gogh erbte sie 1891 den Nachlass von Theo und Vincent van Gogh. Indem sie Ausstellungen organisierte und den Briefwechsel der Brüder van Gogh herausgab, machte sie das Werk Vincent van Goghs international bekannt.

## Leben
Die Tochter des Versicherungsagenten Hendrik C. Bonger studierte Englisch und arbeitete für einige Monate in der Bibliothek des British Museum in London. Mit 22 Jahren wurde sie Lehrerin für Englisch am Mädcheninternat von Elburg. Später unterrichtete sie an der Höheren Mädchenschule in Utrecht. Durch ihren Bruder Andries, der nach seinem Schulabschluss nach Paris gegangen war und sich dort in Künstlerkreisen unter anderem mit Odilon Redon angefreundet hatte, lernte sie Theo van Gogh kennen, den sie 1889 heiratete. Nach dessen Tod 1891 kehrte sie mit dem gemeinsamen Sohn Vincent Willem und einer großen Bildersammlung, zu der Werke von Adolphe Monticelli und Paul Gauguin, vor allem aber die nachgelassenen Werke Vincent van Goghs gehörten, nach Bussum in Holland zurück. Ratschläge, sich von dieser Sammlung weitgehend unbekannter Künstler zu trennen, lehnte sie ab. Ihren Lebensunterhalt bestritt sie unter anderem als Betreiberin einer Pension und Übersetzerin aus dem Französischen und Englischen. 1894 schloss sie sich der sozialdemokratischen SDAP an, in der auch ihr Bruder Willem Adriaan Bonger aktiv wurde. 1901 heiratete sie den Maler Johan Cohen Gosschalk (1873–1912). 1903 zog die Familie nach Amsterdam.
Mit dem Ziel, das Werk Vincent van Goghs bekannter zu machen, organisierte Johanna Bonger sorgfältig ausgewählte Ausstellungen, die sie zum Teil selbst finanzierte. Ein Höhepunkt war dabei eine von ihr finanzierte große Ausstellung im Stedelijk Museum in Amsterdam 1905, auf der 457 Werke van Goghs gezeigt und 2000 Besucher gezählt wurden. Bereits 1901/2 hatten die Galeristen Bruno und Paul Cassirer eine erste Van-Gogh-Ausstellung in Berlin organisiert. Mit Hilfe Paul Cassirers fanden Ausstellungen unter anderem in den Sezessionen in München und Berlin sowie im Folkwang-Museum Hagen (1912) statt. Werke van Goghs standen im Mittelpunkt der Kölner Sonderbund-Ausstellung 1912. Nach einer ersten Ausstellung in den USA 1913 folgten nach dem Ende des Ersten Weltkriegs weitere erfolgreiche Ausstellungen in Paris, New York und London. Von 1916 bis 1919 lebte Johanna Bonger bei ihrem Sohn in New York.
Die Bedeutung Johanna Bongers bei der Popularisierung der Kunst Vincent van Goghs wird zunächst darin gesehen, dass sie beinahe über das gesamte Lebenswerk des Künstlers verfügen konnte. Sie unterhielt Kontakte zu Kunsthändlern, musste aber keine Gemälde aus finanziellen Gründen verkaufen. Deshalb konnte sie hohe Preise verlangen und die Verkäufe kontrollieren. Tatsächlich verkaufte sie einige der besten Werke bewusst nicht, sondern ließ sie nur in Ausstellungen zeigen. Damit hielt sie eine Sammlung in Familienbesitz, die später den Grundstock des Amsterdamer Van Gogh Museums bilden sollte.
Johanna Bonger sammelte, ordnete und edierte außerdem den Briefwechsel zwischen Theo und Vincent van Gogh (1914) und besorgte auch eine englische Ausgabe. Eine erste Auswahl hatte Bruno Cassirer bereits 1906 veröffentlicht. Die Publikation der Briefe trug wesentlich zur großen Bekanntheit van Goghs bei. Bongers biographische Einleitung prägte dabei die Wahrnehmung Vincent van Goghs als eines zu Lebzeiten nicht anerkannten Genies. Später wurde Bongers Editionspraxis kritisiert, da sie nur eine Auswahl des gesamten Briefwechsels ediert hatte.

## Schriften

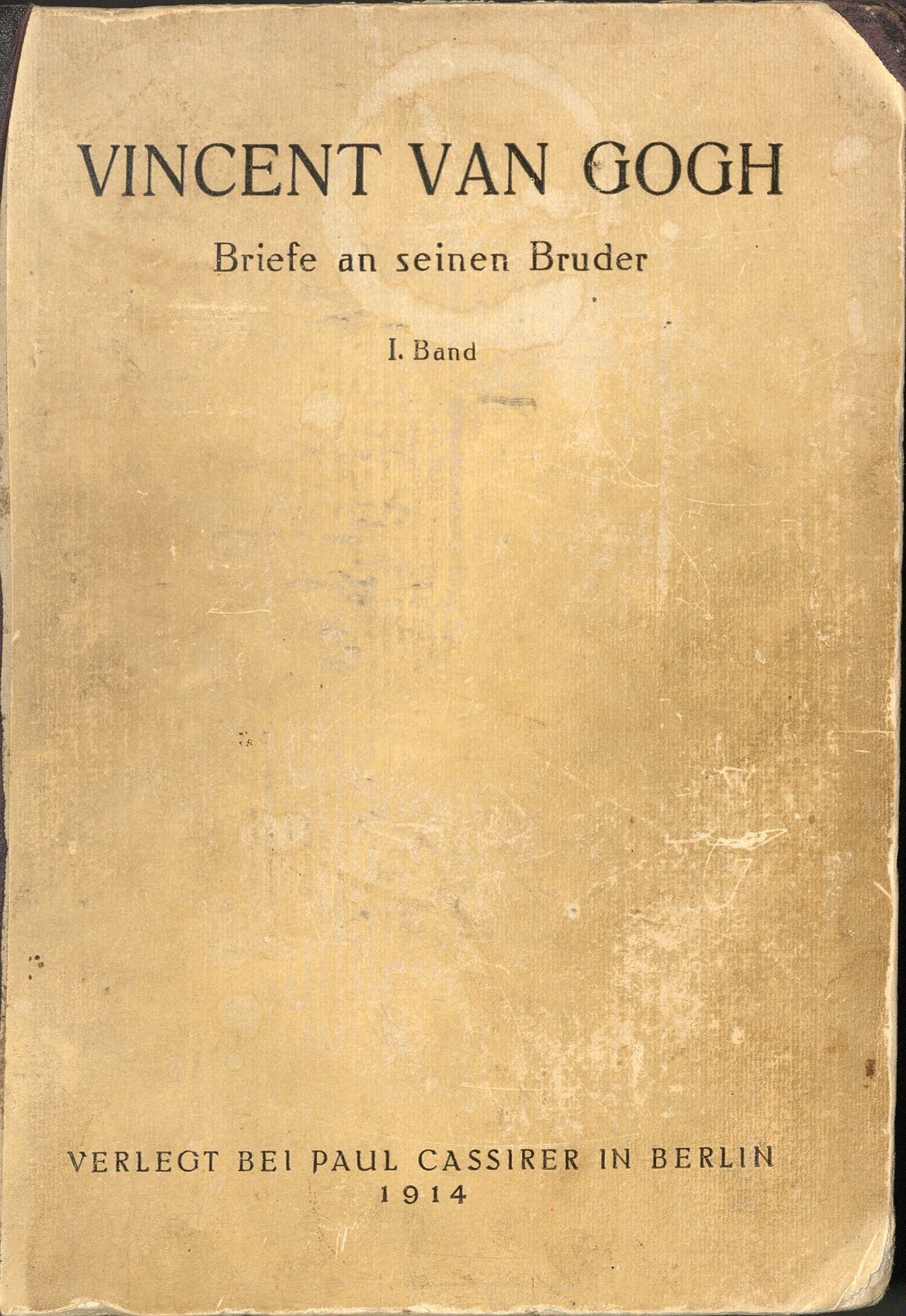
Vincent van Gogh Briefe in der deutschen Übersetzung 1914

- Vincent van Gogh. Brieven aan zijn Broeder. Uitgegeven en toegelicht door zijn schoonzuster J. van Gogh-Bonger., Amsterdam 1914.
- J. van Gogh-Bonger: Einleitung, in: Vincent van Gogh. Briefe an seinen Bruder. Zusammengestellt von seiner Schwägerin J. van Gogh-Bonger. Ins Deutsche übertragen von Leo Klein-Diepold, Übersetzung der französischen Briefe Carl Einstein. 2 Bände. Cassirer, Berlin 1914, S. 5–49
- The letters of Vincent van Gogh to his brother, 1872-1886;. With a memoir by his sister-in-law, J. van Gogh-Bonger …. Constable & Co.; Houghton Mifflin Co., London, Boston, New York 1927.
- Kort geluk : de briefwisseling tussen Theo van Gogh en Jo Bonger. Van Gogh Museum. Waanders, Zwolle 1999.

## Dokumentation
- Van Gogh - Zwei Monate und eine Ewigkeit. Regie: Anne Richard. ARTE F, Frankreich, 53 Minuten, 2022